# Amstel Curaçao Race
De Amstel Curaçao Race was een eendaagse wielerwedstrijd op het eiland Curaçao. De wedstrijd was telkens ongeveer 80 kilometer lang en werd gezien als het afsluitingscriterium van het wielerseizoen. De naam van de wedstrijd kwam, net zoals bij de Amstel Gold Race, van de hoofdsponsor Amstel. Alleen Alberto Contador en Niki Terpstra wonnen de wedstrijd tweemaal. De editie van 2014 was de laatste.

## Lijst van winnaars

### Mannen

#### Meervoudige winnaars
| Overwinningen | Renner           | Land      | Jaren      |
| ------------- | ---------------- | --------- | ---------- |
| 2             | Alberto Contador | Spanje    | 2007, 2009 |
| 2             | Niki Terpstra    | Nederland | 2012, 2014 |

#### Overwinningen per land
| Overwinningen | Land              |
| ------------- | ----------------- |
| 4             | Spanje, Nederland |
| 2             | België, Luxemburg |
| 1             | Duitsland         |

### Vrouwen

#### Overwinningen per land
| Overwinningen | Land      |
| ------------- | --------- |
| 4             | Nederland |
| 1             | Venezuela |